# Urgnano
Urgnano ist eine norditalienische Gemeinde (comune) mit 10.058 Einwohnern (Stand 31. Dezember 2023) in der Provinz Bergamo in der Lombardei. 
Die Gemeinde liegt etwa 12 Kilometer südlich der Provinzhauptstadt Bergamo an der ehemaligen Staatsstraße 591. Wenige Kilometer östlich des Kernortes fließt der Serio.

## Geschichte
Das Gemeindegebiet war bereits in der Zeit der römischen Republik besiedelt, was Grabfunde belegen. Eine urkundliche Erwähnung nennt im Jahre 985 den Ort Urgnano. Im 14. Jahrhundert wurde hier das Castello Visconteo errichtet.
Hervorhebenswert ist auch der Campanile von Cagnola aus dem 18. Jahrhundert.

## Einzelnachweise

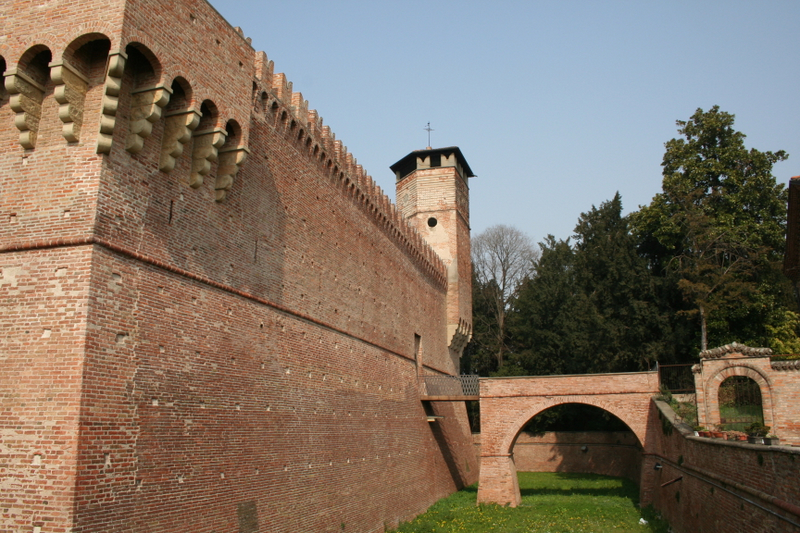
Rocca Viscontea
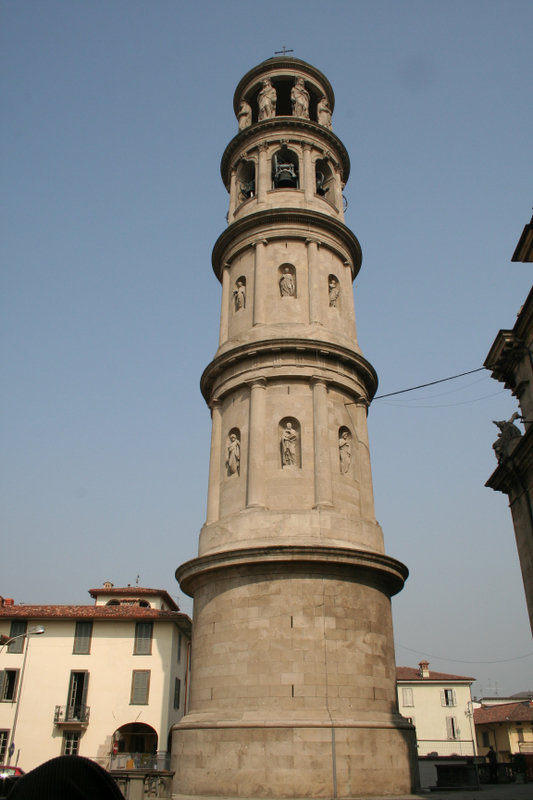
Campanile del Cagnola
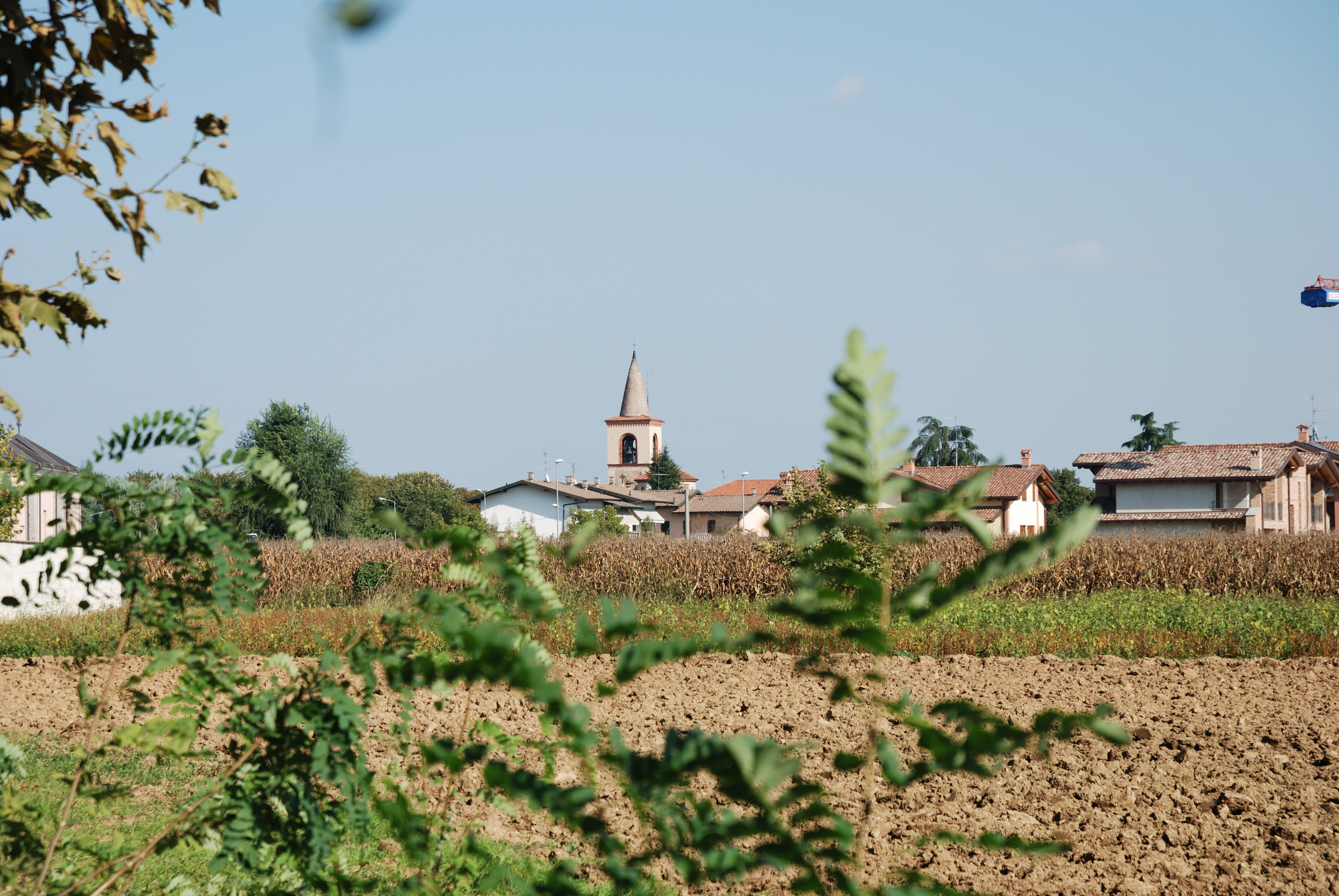
Ortsteil Basella von Urgnano